# Le Tour-du-Parc
Le Tour-du-Parc település Franciaországban, Morbihan megyében. Lakosainak száma 1259 fő (2022. január 1.). Le Tour-du-Parc Surzur és Sarzeau községekkel határos.

## Népesség
A település népességének változása:
| Lakosok száma | 502  | 571  | 672  | 990  | 1197 | 1233 | 1231 | 1210 | 1211 | 1259 |
|               | 1968 | 1982 | 1990 | 2006 | 2013 | 2015 | 2017 | 2019 | 2020 | 2022 |